# 格奥尔基·西苗诺夫
格奥尔基·西苗诺夫（羅馬尼亞語：Gheorghe Simionov，1950年6月4日—），罗马尼亚男子皮划艇运动员。他曾代表罗马尼亚参加1976年夏季奥林匹克运动会皮划艇比赛，获得男子双人划艇1000米银牌。